# Kirsten Wenzel

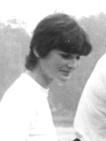
Kirsten Wenzel im Jahr 1982

Kirsten Wenzel (* 27. Februar 1961 in Leipzig) ist eine ehemalige Steuerfrau im Rudern aus der DDR. 1980 gelang ihr im Vierer mit Steuerfrau der Olympiasieg.
Die Pädagogikstudentin trat für den SC DHfK Leipzig an und trainierte bei Herta Weissig. Bei den Ruder-Weltmeisterschaften 1978 siegte der DDR-Vierer mit Kersten Neisser, Angelika Noack, Marita Sandig, Ute Skorupski und Kirsten Wenzel. In der gleichen Besetzung wurde das Boot 1979 DDR-Meister und belegte bei den Weltmeisterschaften den zweiten Platz hinter dem Boot aus der Sowjetunion. Bei den Olympischen Spielen 1980 in Moskau trat der Vierer in anderer Besetzung an: Ramona Kapheim, Silvia Fröhlich, Angelika Noack, Romy Saalfeld und Kirsten Wenzel siegten mit etwas über einer Sekunde Vorsprung auf die Bulgarinnen, die sowjetischen Weltmeisterinnen belegten den dritten Platz. Für diesen Erfolg wurde sie mit dem Vaterländischen Verdienstorden in Silber ausgezeichnet. 1981 gewannen Saalfeld, Sandig, Fröhlich und Wenzel zusammen mit Sabine Portius den Titel bei den DDR-Meisterschaften. Bei den Weltmeisterschaften 1981 in München saß Viola Kestler für Portius im Boot, die DDR-Ruderinnen belegten den zweiten Platz hinter dem sowjetischen Boot. 1982 steuerte Kirsten Wenzel den DDR-Achter zu Weltmeisterschaftsbronze. Dies gelang ihr auch 1983 nach ihrer Heirat mit dem Schwimmer Rainer Strohbach. Diese Ehe wurde später wieder geschieden.